# Callerebia scanda
Callerebia scanda är en fjärilsart som beskrevs av Vincenz Kollar 1844. Callerebia scanda ingår i släktet Callerebia och familjen praktfjärilar. Inga underarter finns listade i Catalogue of Life.

## Bildgalleri

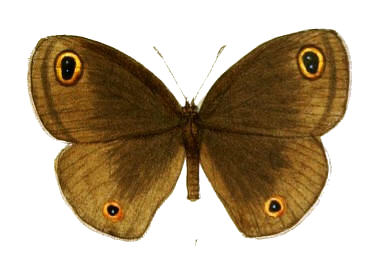
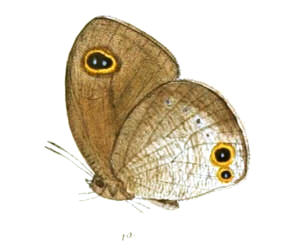
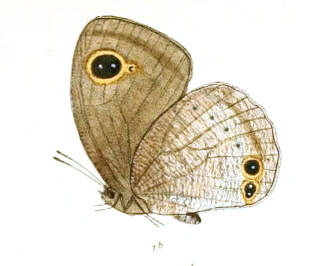
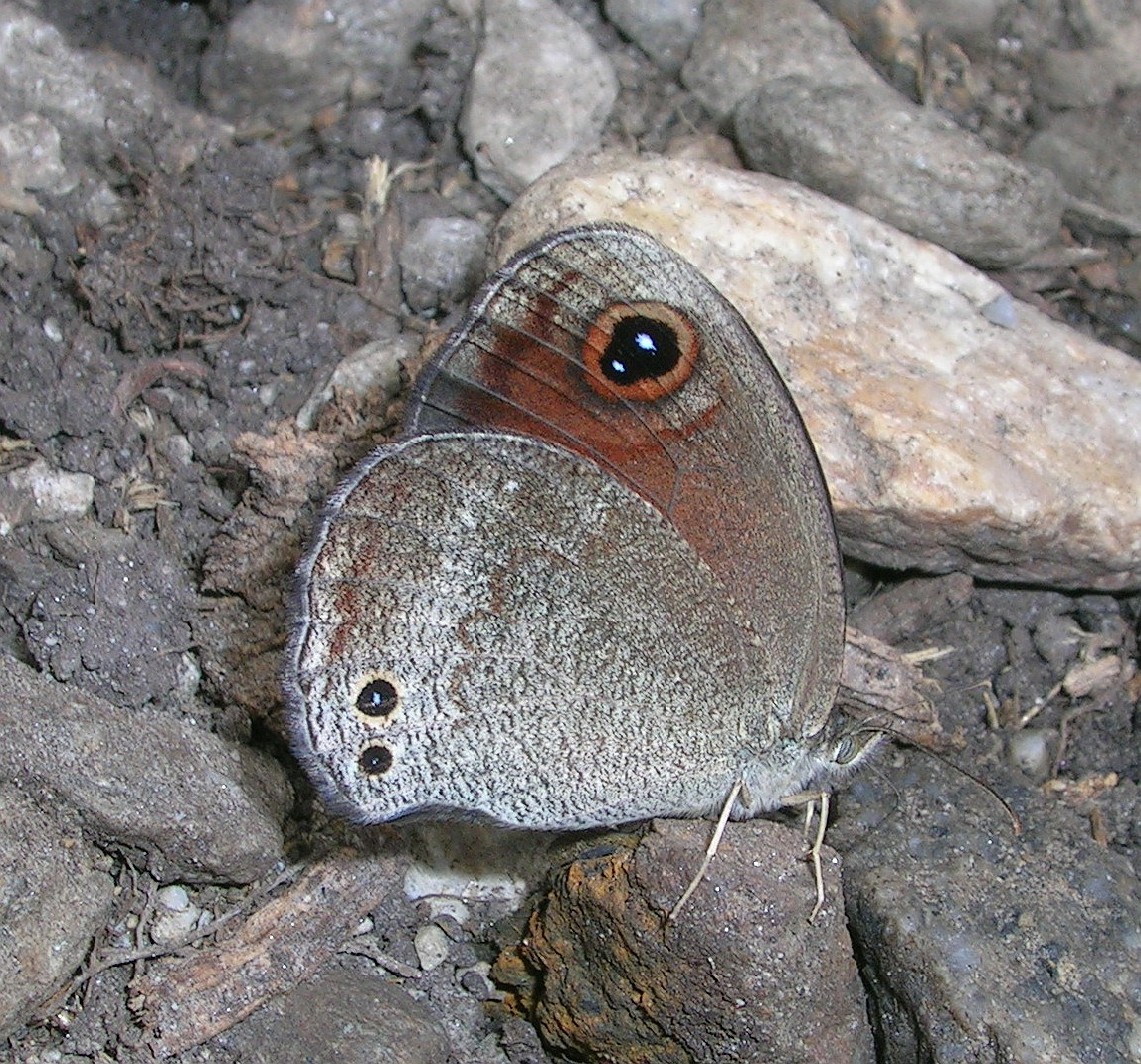